# جيمس أتكينسون

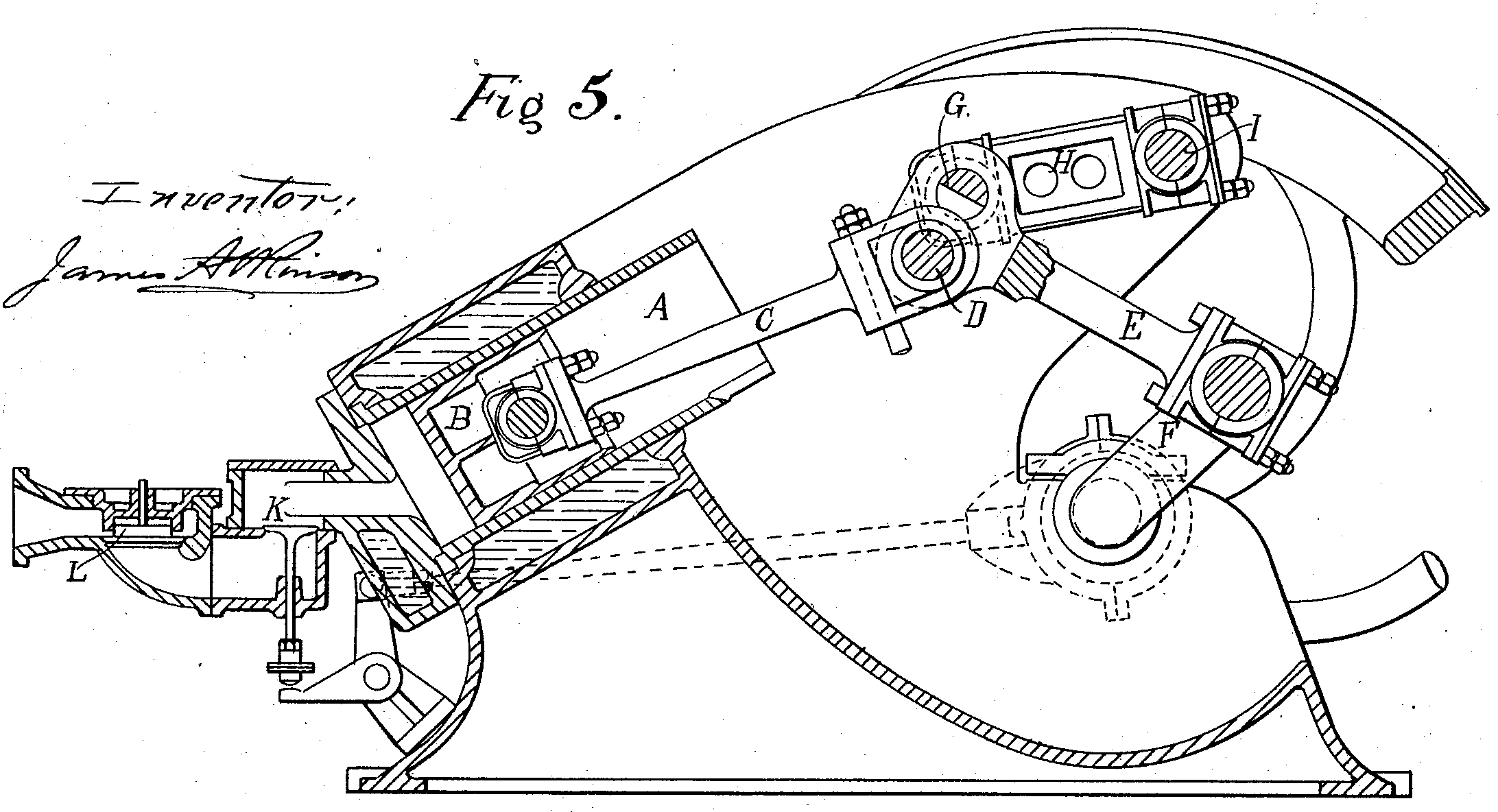
محرك أتكينسون الغازي كما هو موضح في براءة الاختراع 367496

جيمس أتكينسون (بالإنجليزية: James Atkinson)‏ هو مهندس بريطاني ولد في عام 1846 وتُوفي في عام 1914 عاش في مدينة هامبستيد، قام باختراع دورة أتكينسون والمحرك الذي يعمل وُفقًا للدورة في عام 1882.
وفكرة عمل المحرك تقوم علي استخدام أشواط متغيرة للمحرك وذلك عن طريق عمود مرفق مختلف التركيب، وكان جيمس أتكينسون قادرًا علي تحقيق كفاءة مرتفعة للمحرك الخاص به وبتكلفة أقل عن محركات دورة أوتو لنفس الطاقة، وتم تكريمه بميدالية جون سكوت التي تُصدرها معهد فرنكلن في عام 1889.

## اقرأ أيضًا
"Memoirs - James Atkinson". Proceedings of the Institution of Mechanical Engineers: 347. مايو 1914.